# Phuvanart Sangsri
Phuvanart Sangsri (thailändisch ภูวนาท แสงศรี, * 23. Juli 1983) ist ein ehemaliger thailändischer Fußballspieler.

## Karriere
Phuvanart Sangsri stand bis Ende 2013 beim Samut Songkhram FC unter Vertrag. Wo er vorher gespielt hat, ist unbekannt. Der Verein aus Samut Songkhram spielte in der höchsten thailändischen Liga, der Thai Premier League. Für Samut stand er 17-mal in der ersten Liga auf dem Spielfeld. 2014 wechselte er nach Bangkok zum Ligakonkurrenten Air Force Central. Für die Air Force absolvierte er 26 Erstligaspiele. Ende 2014 musste er mit dem Verein in die zweite Liga absteigen. Für die Air Force spielte er noch ein Jahr in der zweiten Liga, der Thai Premier League Division 1. Ende 2015 beendete er seine Karriere als Fußballspieler.